# Charops cariniceps
Charops cariniceps là một loài tò vò trong họ Ichneumonidae.